# (4176) Sudek
(4176) Sudek es un asteroide perteneciente al cinturón de asteroides, descubierto el 24 de febrero de 1987 por Antonín Mrkos desde el Observatorio Kleť, České Budějovice, República Checa.

## Designación y nombre
Designado provisionalmente como 1987 DS. Fue nombrado Sudek en homenaje al fotógrafo checo Josef Sudek.